# Поєнарі (Римніку-Вилча, Вилча)
Поєнарі (рум. Poenari) — село у повіті Вилча в Румунії. Адміністративно підпорядковане місту Римніку-Вилча.
Село розташоване на відстані 157 км на північний захід від Бухареста, 3 км на захід від Римніку-Вилчі, 95 км на північний схід від Крайови, 117 км на південний захід від Брашова.

## Населення
За даними перепису населення 2002 року у селі проживали 644 особи, з них 642 особи (99,7%) румунів. Усі жителі села рідною мовою назвали румунську.